# Hatari (band)
Hatari is een satirische performance art groep uit Reykjavik, IJsland. De band bestaat uit Klemens Hannigan, Matthías Haraldsson en Einar Stefánsson.

## Achtergrond
Hatari is befaamd wegens hun live shows, inclusief door BDSM geïnspireerde kostuums. Hatari werd in 2015 door Hannigan en Haraldsson gevormd. Later voegde Stefánsson zich bij de groep. Ze traden voor het eerst op tijdens het Iceland Airwaves Festival in 2016, en keerden later terug voor de 2018 editie van het festival.
Hatari omschrijft zichzelf als een "anti-kapitalistische BDSM-techno-groep" en beweert dat het primaire doel van de groep is om de val van het kapitalisme teweeg te brengen. Echter gaat de band constant tegen die visie in; zo uitten de bandleden dat ze tijdens het ten val brengen van het kapitalisme graag wat T-shirts zouden verkopen, en richtten ze o.a. ook SodaDream (sodawaterbedrijf) op onder Svikamylla ehf., hun moederbedrijf.

### Carrière
Hun eerste single Ódýr kwam uit op 27 september 2016, via compilatiealbum MYRKRAMAKT II (een verzameling liederen van diverse artiesten uit de IJslandse ondergrondse muziekscène). Even later verschenen video's via Hatari's website voor hun single Ódýr, gevolgd door een video voor X. De groep bracht hun debuut-ep Neysluvara uit in oktober 2017.
Hatari vertegenwoordigde IJsland tijdens het Eurovisiesongfestival 2019 met hun lied Hatrið mun sigra ("Haat zal zegevieren").
In december 2018 bracht de groep hun derde single Spillingardans uit, en beweerde te zijn gestopt vanwege hun falen in het beëindigen van het kapitalisme. Echter werd Hatari in januari 2019 bevestigd als een van de tien acts die zouden deelnemen aan Söngvakeppnin, de IJslandse preselectie voor het Eurovisiesongfestival. Met Hatrið mun sigra wist Hatari de nationale finale te winnen, waardoor het IJsland vertegenwoordigde op het Eurovisiesongfestival 2019 in Tel Aviv. In de eerste halve finale wisten zij als derde zich te plaatsen voor de finale die zij als tiende afsloten met 234 punten. In die finale baarden zij opzien door tijdens de puntentelling een politiek statement te maken door Palestijnse banners te tonen. De EBU verbiedt politieke boodschappen op het festival en gaf de IJslandse omroep nadien een boete van 5000 euro.
In maart 2023 kondigde Haraldsson aan dat hij de band heeft verlaten om zich op zijn familie te richten. De maand daarop bracht Hannigan een solo single uit. 

## Muziekstijl
Hatari is wat genre betreft moeilijk in te delen, al worden er vaak vergelijkingen getrokken met electro-industrial-muziek. Hatari's zang is atypisch voor het voorgenoemde genre; de "harsh vocals" van Matthías worden op een bijna sprekende wijzende afgeleverd, en de lichtere "clean vocals" (die niet voorkomen in het voorgenoemde genre) van Klemens zorgen voor een groot contrast. Overigens devieert ook de instrumentatie van het voorgenoemde genre; zo lijken bijvoorbeeld de drumgeluiden niet geïnspireerd te zijn door hardstyle. Het zeer uitgebreide spottende element van Hatari valt ook over het algemeen niet te vinden in electro-industrial.

## Svikamylla ehf.
Svikamylla ehf. (wat zich vertaalt naar "web van leugens bv") is het moederbedrijf van Hatari, opgericht door de leden van Hatari in 2017, en is daarnaast eigenaar van:
- SodaDream - sodawaterbedrijf waarvoor reclame werd gemaakt door Hatari tijdens hun aanwezigheid bij Söngvakeppnin 2019. Hatari vertoonde meerdere keren flesjes SodaDream-bronwater tijdens de interviews en hun overwinningsspeech. Tevens is SodaDream een spottende verwijzing naar zowel het Israelïsche SodaStream als de slogan van het Eurovisiesongfestival 2019 "Dare to Dream".
- Iceland Music News - nieuwssite met alleen nieuws over Hatari, en gaf Hatari óók zelf de prijs voor beste muziekvideo van 2018 voor "Spillingardans".

## Discografie

### Studioalbums
- Neyslutrans (2020)

### Ep's
- Neysluvara (2017)

### Singles
- Spillingardans (2019)
- Hatrið mun sigra (2019)
- Klefi/صامد feat. Bashar Murad (2019)
- Klámstrákur (2019)
- Engin Miskunn (2020)
- Dansið eða Deyið (2022)

## Prijzen en nominaties
| Jaar | Prijs                  | Categorie               | Werk / artiest zelf | Resultaat   | Ref.          |
| ---- | ---------------------- | ----------------------- | ------------------- | ----------- | ------------- |
| 2017 | Grapevine Music Awards | Best Live Performance   | Hatari              | Gewonnen    | [ 11 ]        |
| 2018 | Grapevine Music Awards | Best Live Performance   | Hatari              | Gewonnen    | [ 12 ]        |
| 2018 | Icelandic Music Awards | Song of the Year - Rock | "Spillingardans"    | Genomineerd | [ 13 ] [ 14 ] |
| 2018 | Icelandic Music Awards | Performer of the Year   | Hatari              | Genomineerd | [ 13 ] [ 14 ] |
| 2019 | Söngvakeppnin          | Söngvakeppnin 2019      | "Hatrið mun sigra"  | Gewonnen    | [ 7 ]         |

1986: ICY · 
1987: Halla Margrét · 
1988: Beathoven · 
1989: Daníel Ágúst · 
1990: Stjórnin · 
1991: Stefán & Eyfi · 
1992: Heart 2 Heart · 
1993: Inga · 
1994: Sigga · 
1995: Bo Halldórsson · 
1996: Anna Mjöll · 
1997: Paul Oscar · 
1999: Selma · 
2000: August & Telma · 
2001: Two Tricky · 
2003: Birgitta · 
2004: Jónsi · 
2005: Selma · 
2006: Silvia Night · 
2007: Eiríkur Hauksson · 
2008: Euroband · 
2009: Yohanna · 
2010: Hera Björk · 
2011: Sigurjón's Friends · 
2012: Gréta Salóme & Jónsi · 
2013: Eyþór Ingi Gunnlaugsson · 
2014: Pollapönk · 
2015: María Ólafsdóttir · 
2016: Gréta Salóme · 
2017: Svala · 
2018: Ari Ólafsson · 
2019: Hatari · 
2021: Daði & Gagnamagnið · 
2022: Systur · 
2023: Diljá · 
2024: Hera Björk · 
2025: Væb